# Rio Mumbaba
O rio Mumbaba é um rio brasileiro que banha o litoral estado da Paraíba. É o principal afluente do rio Gramame. Um de seus principais afluentes é o riacho Mussuré, que corta a região metropolitana de João Pessoa, e tem índices de poluição muito elevados. Próximo às suas margens mas assentado sobre um platô situa-se o distrito de Odilândia.

## Etimologia
O topônimo Mumbaba é uma palavra do tupi mymbaba ou mimbab, que em português significa «a criação», em referência aos vários currais que desde o século XVII existem em suas várzeas.

## História

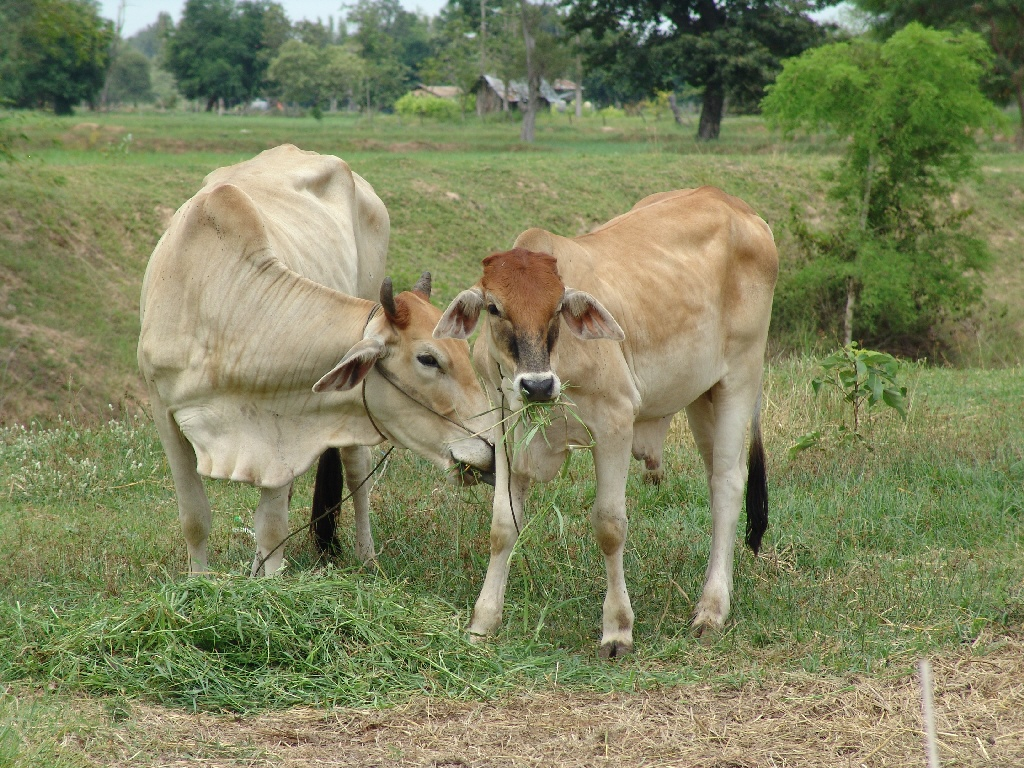
A criação extensiva de gado é comum às margens do Mumbaba

No século XVI, quando da fundação da capitania da Paraíba já havia às margens dos rios Mumbaba e Gramame vários aldeamentos potiguaras. 
No início do século XVII engenhos de açúcar e fazendas começaram a ser implantados na região. Meio século mais tarde, em 1636, Elias Herckmans, administrador colonial neerlandês, vindo para a Paraíba proveniente de Recife, então capital do Brasil Holandês, teve que se deter às margens do Gramame e Mumbaba em virtude de cheias grandiosas que assolavam a região do litoral paraibano. Sobre essa viagem de Herckmans às margens do Gramame-Mumbaba, lê no livro Cronologia pernambucana: 1631 a 1654 o seguinte trecho:
Saído do Recife, Herckmann pernoitou em Igaraçu, daí, margeando o rio Gramane e o Mumbaba, foi à vila Frederica, na Paraíba, onde consegue guias (...).
Historicamente, a região do rio Mumbaba sempre teve relevante produção de frutas e cana-de-açúcar, que abastecem sobretudo os mercados das cidades vizinhas de Santa Rita e João Pessoa. Há décadas estudos vêm apontando o uso de pesticidas com vários graus de toxicidade (inclusive extrema e alta) nas áreas irrigadas da margem do rio.

## Sub-bacia
O Mumbaba nasce na região do distrito de Coqueirinho, Pedras de Fogo, e segue em direção oeste-leste, adentrando os municípios de Cruz do Espírito Santo e Santa Rita até se juntar ao rio Gramame, de cuja bacia é o principal afluente. Toda sua microbacia é coberta por extensos canaviais, pastagens e resquícios de Mata Atlântica.
Segundo dados da Sudema, o Mumbaba apresenta índice de salinidade zero, pH netro (em torno de 7) e temperatura que oscila entre 26 e 29 graus. Próximo às suas cabeceiras há aquíferos de água de excelente qualidade (mineral), por isso a região foi escolhida como local para muitas indústrias de processamento de água mineral, como a Indaiá. Tais águas já eram mencionada na década de 1950, no Boletim Geográfico do IBGE, onde se lê:
Origina-se o Gramame junto ao tabuleiro de Meio Mundo, em Pedras de Fogo, e o seu mais importante afluente é o Mumbaba, provindo de urna região típica de 'tabuleiros-filtro', ao sul da cidade de Maguari, de um dos quais verte a água cristalina (...)
Em 2002, a fábrica da Indaiá localizada às margens do rio recebeu a certificação ISO 9001 através do Bureau Veritas Quality Internacional (BVQI), com acreditação nacional ao Inmetro, tornando-se a primeira empresa brasileira no segmento de águas minerais a ter todos os processos e áreas certificados tal norma.